# Amy Ryan

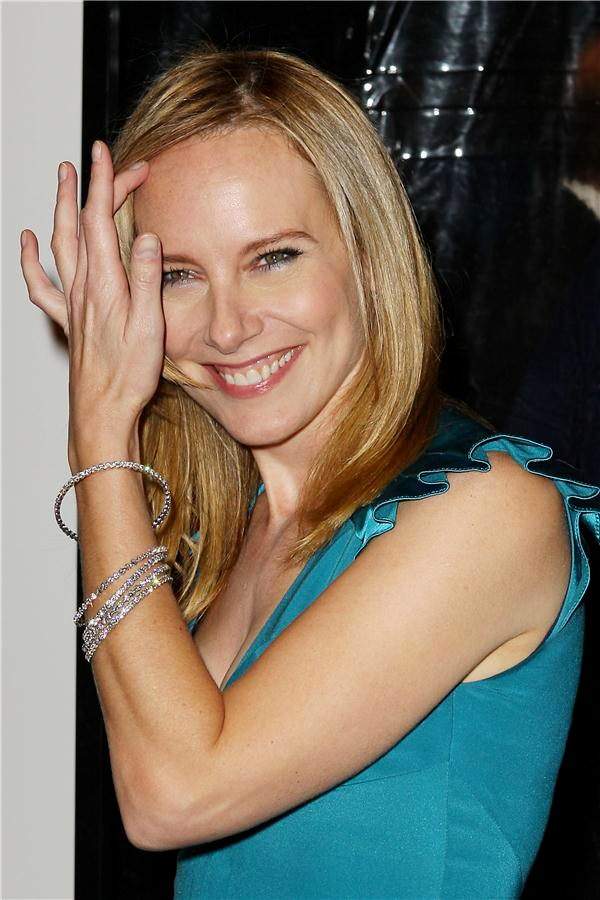
Amy Ryan (2013)

Amy Ryan, właśc. Amy Beth Dziewiontkowski (ur. 3 maja 1968 w Nowym Jorku) – amerykańska aktorka, nominowana m.in. do Oscara, Złotego Globu i dwóch nagród Tony.
Ukończyła New York City's High School of Performing Arts. Jest polskiego, irlandzkiego i angielskiego pochodzenia.

## Filmografia
- As the World Turns (1990) jako Renee (serial, 1 odc.)
- Odlecieć stąd (I'll Fly Away, 1992) jako Parkie Sasser (serial, 6 odc.)
- Zbrodnia doskonała (In the Deep Woods, 1992) jako Beth
- Naga Prawda (The Naked Truth, 1995–1998) jako Chloe Banks (serial, 22 odc.)
- Remembering Sex (1998) jako Elaine Devlin (film TV)
- A Will of Their Own (1998) jako Carrie Baker (miniserial, 1 odc.)
- Roberta (1999) jako Judy
- Możesz na mnie liczyć (You Can Count on Me, 2000 jako Rachel Louise Prescott
- Prawnicy z Centre Street (100 Centre Street, 2001–2002) jako Rebecca Rifkind (serial, 7 odc.)
- Baseball Wives (2002) jako Megan Salerno
- Prawo ulicy (The Wire, 2003–2008) jako Beatrice Russell
- Keane (2004) jako Lynn Bedik
- Capote (2005) jako Marie Dewey
- Wojna światów (War of the Worlds, 2005) jako sąsiadka z dzieckiem
- Nim diabeł dowie się, że nie żyjesz (Before the Devil Knows You're Dead, 2007) jako Martha
- Gdzie jesteś, Amando? (Gone Baby Gone, 2007) jako Helene McCready
- Ja cię kocham, a ty z nim (Dan in Real Life, 2007) jako Eileen
- Oszukana (Changeling, 2008) jako Carol Dexter
- Biuro (The Office, 2008-2011) jako Holly Flax (serial, 17 odc.)
- Green Zone (2010) jako Lawrie Dayne
- Wszyscy wygrywają (Win Win, 2011) jako Jackie Flaherty
- Co było, a nie jest (Clear History 2013) jako Wendy
- Plan ucieczki (Escape Plan, 2013) jako Abigail
- Birdman (2014) jako Sylvia
- Głośniej od bomb (2015) jako Hannah
- Most szpiegów (2015) jako Mary McKenna Donovan
- Agent i pół (2015) jako Pamela Harris
- Gęsia skórka (2015) jako Gale Cooper
- Monster Trucks (2016) jako Cindy Coley
- Mój piękny syn (Beautiful Boy, 2018) jako Vicki
- Nieprawdopodobna (Strange But True, 2019) jako Charlene
- Ile warte jest ludzkie życie? (What Is Life Worth, 2020) jako Camille Biros
- Zaginione dziewczyny (Lost Girls, 2020) jako Mari Gilbert
- Zbrodnie po sąsiedzku (Only Murders in the Building, 2021–) jako Jan[1]

## Nagrody
- Nagroda Tony – Najlepsza aktorka (Uncle Vanya; nominacja, 2000)
- Nagroda Tony – Najlepsza aktorka (A Streetcar Named Desire; nominacja, 2005)
- Gotham Awards – Najlepsza obsada (Nim diabeł dowie się, że nie żyjesz; 2007)
- Satellite Award – Najlepsza aktorka drugoplanowa w dramacie (Gdzie jesteś, Amando?; 2007)
- SEFCA Award – Najlepsza aktorka drugoplanowa (Gdzie jesteś, Amando?; 2007)
- WAFCA Award – Najlepsza aktorka drugoplanowa (Gdzie jesteś, Amando?; 2007)
- PFCS Award – Najlepsza aktorka drugoplanowa (Gdzie jesteś, Amando?; 2007)
- SDFCS Award – Najlepsza aktorka drugoplanowa (Gdzie jesteś, Amando?; 2007)
- SFFCC Award – Najlepsza aktorka drugoplanowa (Gdzie jesteś, Amando?; 2007)
- LAFCA Award – Najlepsza aktorka drugoplanowa (Gdzie jesteś, Amando?; 2007)
- NBR Award – Najlepsza aktorka drugoplanowa (Gdzie jesteś, Amando?; 2007)
- NYFCC Award – Najlepsza aktorka drugoplanowa (Gdzie jesteś, Amando?; 2007)
- CFCA Award – Najlepsza aktorka drugoplanowa (Gdzie jesteś, Amando?; nominacja, 2007)
- FFCC Award – Najlepsza aktorka drugoplanowa (Gdzie jesteś, Amando?; 2007)
- BSFC Award – Najlepsza aktorka drugoplanowa (Gdzie jesteś, Amando?; 2007)
- Oscar – Najlepsza aktorka drugoplanowa (Gdzie jesteś, Amando?; nominacja, 2008)
- Złoty Glob – Najlepsza aktorka drugoplanowa (Gdzie jesteś, Amando?; nominacja, 2008)
- Critics Choice Award – Najlepsza aktorka drugoplanowa (Gdzie jesteś, Amando?; 2008)
- Screen Actors Guild Awards – Najlepsza aktorka drugoplanowa (Gdzie jesteś, Amando?; nominacja, 2008)
- OFCS Award – Najlepsza aktorka drugoplanowa (Gdzie jesteś, Amando?; 2008)